# Johann Otto Louis Niemeyer
Johann Otto Louis Niemeyer foi diretor da Colônia Dona Francisca, atual cidade de Joinville.